# 2871 Schober
2871 Schober (1981 QC2) là một tiểu hành tinh vành đai chính được phát hiện ngày 30 tháng 8 năm 1981 bởi E. Bowell ở Flagstaff (AM).